# Novaja Ljalja
Novaja Ljalja (ryska Новая Ляля) är en stad i Sverdlovsk oblast i Ryssland. Den ligger vid floden Ljalja drygt 300 kilometer norr om Jekaterinburg. Folkmängden uppgår till cirka 12 000 invånare.

## Historia
Staden grundades 1723 när kopparbrytning påbörjats i området.
Stadsrättigheter erhölls 1938.